# Национален музей на антиките на Таджикистан
Националният музей на антиките на Таджикистан (на таджикски: Осорхонаи миллии бостоншиносии Тоҷикистон) е музей в Душанбе, Таджикистан. Той е особено известен със своите стенописи от Пенджикент.

## Артефакти
- Стенопис от Пенджикент
- Стенопис от Калай Кафирниган[3]
- Стенопис от Пенджикент
- Украсени глинени съдове
- Лъв и богинята Анахита, Пенджикент, VI – VIII век пр.н.е.